# Liste der Baudenkmäler in Verberg
Die Liste der Baudenkmäler in Verberg enthält die denkmalgeschützten Bauwerke auf dem Gebiet von Krefeld-Verberg, Stadtbezirk Ost, in Nordrhein-Westfalen (Stand: April 2020). Diese Baudenkmäler sind in der Denkmalliste der Stadt Krefeld eingetragen; Grundlage für die Aufnahme ist das Denkmalschutzgesetz Nordrhein-Westfalen (DSchG NRW).

| Bild                        | Bezeichnung                                | Lage                                  | Beschreibung | Bauzeit      | Eingetragen seit | Denkmal- nummer |
| --------------------------- | ------------------------------------------ | ------------------------------------- | --- | ------------ | ---------------- | --------------- |
| weitere Bilder              | Grenzstein                                 | Am Flohbusch Karte                    | Nach der Schlichtung von Streitigkeiten zwischen dem Königreich Preußen und dem Kurfürstentum Köln wurde die Grenze im Jahr 1726 durch vierzehn „neu eingesetzte steinerne Pfähle“ gesichert, von denen heute noch neun dieser Grenzsteine erhalten sind. Sie markieren die Grenze der Herrlichkeit Krefeld von der Glockenspitz über Schützenhof bis Schicksbaum. Auf der Stirnseite findet sich das Moerser Wappen und (darunter) der Schriftzug „Crevelt“, auf der Rückseite das kurkölnische Wappen und (darunter) der Schriftzug „Kempen“. Auf den anderen Seiten findet sich die Jahreszahl „1726“ und die laufende Nummer des Grenzsteins. Wie viele dieser Grenzsteine befindet er sich nicht mehr an seinem ursprünglichen Ort, ein Grund für die Umsetzung ist nicht bekannt. | 1726         | 08.08.1990       | 612             |
| weitere Bilder              | Haus Scheven                               | Busenpfad 48/50 Karte                 | | 1906         | 10.01.1985       | 296             |
| weitere Bilder              | Kamphof                                    | Heyenbaumstraße 135/137/143/145 Karte | vier Gebäudeteile der bäuerlichen Hofanlage | 1747 um 1900 | 15.12.2003       | 922             |
| weitere Bilder              | Wohnhaus                                   | Moerser Landstraße 14 Karte           | Architekt: Karl Buschhüter | 1908         | 23.12.1999       | 841             |
| weitere Bilder              | Wohnhaus                                   | Moerser Landstraße 18 Karte           | Architekt: Karl Buschhüter | 1910         | 06.08.1984       | 164             |
| Gasthof Marcelli            | Gasthof Marcelli                           | Moerser Straße 649 Karte              | | 1790er Jh.   | 17.05.1985       | 301             |
| Wohnhaus                    | Wohnhaus                                   | Moerser Straße 654 Karte              | | 18. Jh.      | 10.01.1985       | 302             |
| Wohnhaus                    | Wohnhaus                                   | Moerser Straße 666 Karte              | Architekt: Karl Buschhüter | 1937         | 24.04.1989       | 593             |
| Wohnhaus                    | Wohnhaus                                   | Moerser Straße 668 Karte              | Architekt: Karl Buschhüter | 1936         | 06.08.1984       | 165             |
| Wohnhaus                    | Wohnhaus                                   | Moerser Straße 670 Karte              | Architekt: Karl Buschhüter | 1935         | 13.12.2002       | 916             |
| Dornbuschhof: Wohnstallhaus | Dornbuschhof: Wohnstallhaus                | Rather Straße 61 Karte                | |              | 06.08.1984       | 179             |
| weitere Bilder              | ehemaliges Schulgebäude und Lehrerwohnhaus | Wallerspfad 7/7a Karte                | | 1838 1895    | 05.02.1997       | 756             |
| weitere Bilder              | Gut Heyenbaum                              | Zwingenbergstraße 2 Karte             | | 1830         | 05.01.2000       | 842             |
| weitere Bilder              | Katholische Pfarrkirche Christus König     | Zwingenbergstraße 106a Karte          | | 1908         | 10.02.2000       | 859             |